# Scheidingsbeek
De Scheidingsbeek is een Belgische beek die ontspringt op de Keizerenberg te Waarloos.
De beek verlaat kort na haar vorming de Kontichse deelgemeente om vanaf dan de grens te vormen tussen de gemeenten Rumst en Duffel. Ter hoogte van de Lage Vosberg stroomde ze vroeger in de Nete.
Heden ten dage wordt het water gebruikt door de Antwerpse Waterwerken in de drinkwaterinstallatie aan het wachtbekken van Eekhoven.